# Zommange

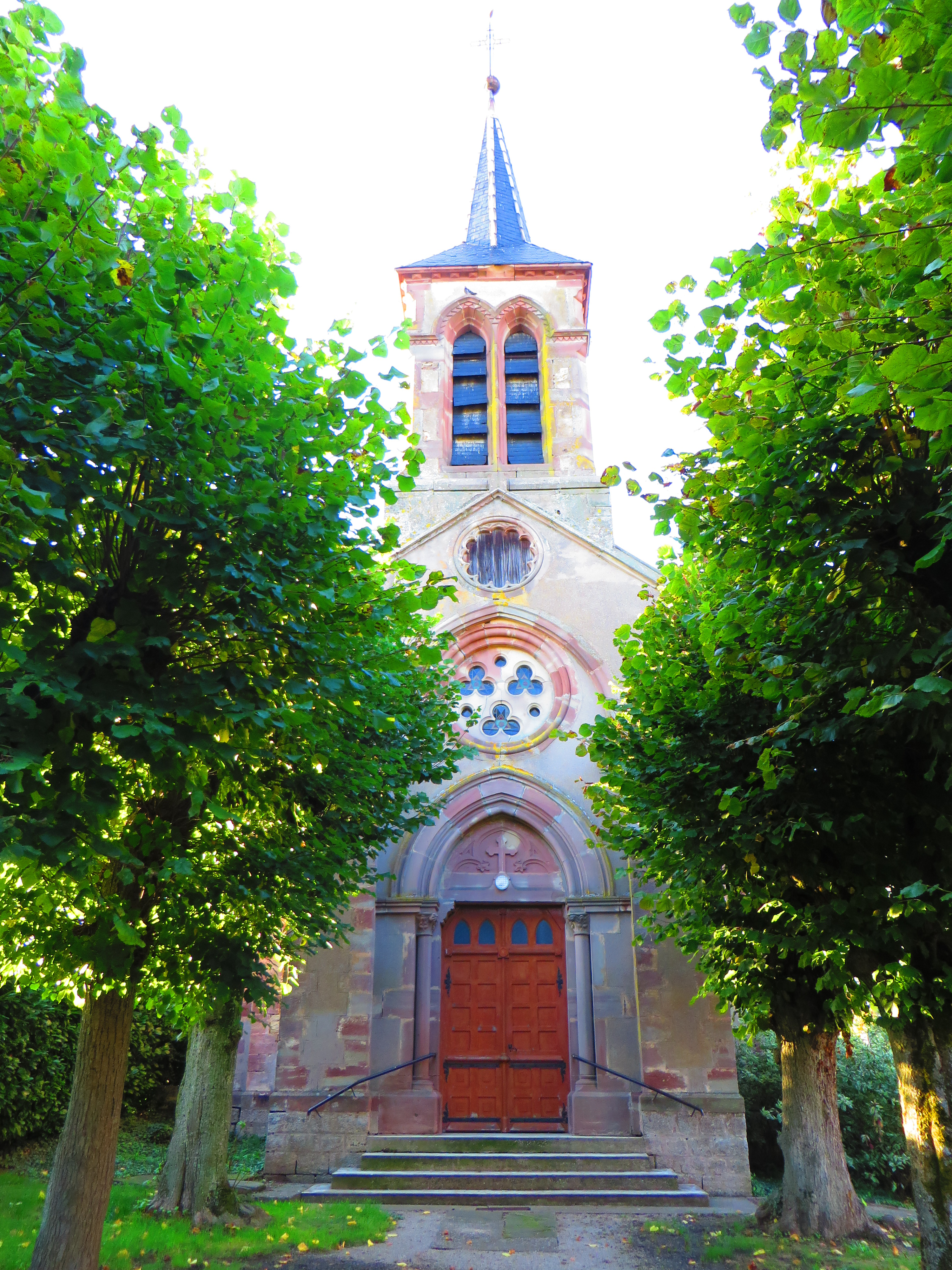
Kirche St. Laurent

Zommange (deutsch Zemmingen) ist eine französische Gemeinde mit 44 Einwohnern (Stand 1. Januar 2022) im Département Moselle in der Region Grand Est (bis 2015 Lothringen). Sie gehört zum Arrondissement Sarrebourg-Château-Salins.

## Geographie
Zommange liegt 69 Kilometer südöstlich von Metz, 27 Kilometer von Château-Salins  und  sechs Kilometer östlich von Dieuze (Duß) am Nordostzipfel des Linderweihers (Étang de Lindre) auf einer Höhe zwischen 210 und 242 m über dem Meeresspiegel, die mittlere Höhe beträgt 220 m. Das Gemeindegebiet umfasst 6,34 km².
Die Gemeinde liegt im Regionalen Naturpark Lothringen.

## Geschichte
Der Ort gehörte früher zum Herzogtum Lothringen und wurde im 19. Jahrhundert auch Summingen, Semange, auch Soubmange genannt.
Zommange wurde im Dreißigjährigen Krieg zerstört und hatte im Jahr 1650 keine Einwohner mehr.
Das Gemeindewappen entspricht dem Wappen von Dieuze (Duß), zu dessen Kastellanei Zommange gehörte. Der Unterschied zum Dieuzer Wappen besteht im daraufliegenden Rost, der das Symbol des Heiligen Laurentius ist.
Durch den Frankfurter Frieden vom 10. Mai 1871 kam die Region an Deutschland und das Dorf wurde dem Kreis Château-Salins im Bezirk Lothringen des Reichslandes Elsaß-Lothringen zugeordnet. Französisch blieb aber Amts- und Umgangssprache. Die Dorfbewohner betrieben Getreidebau und Viehzucht.
Nach dem Ersten Weltkrieg musste die Region aufgrund der Bestimmungen des Versailler Vertrags 1919 an Frankreich abgetreten werden. Im Zweiten Weltkrieg war die Region von der deutschen Wehrmacht besetzt und stand unter deutscher Verwaltung.

### Demographie
Im Jahr 1871 hatte das Dorf 123 meist römisch-katholische Einwohner, die in 25 Häusern in 27 Familien lebten und unter denen sich drei Evangelische und sechs Mennoniten befanden. 1885 wurden 85 Einwohner gezählt.
| Jahr      | 1962 | 1968 | 1975 | 1982 | 1990 | 1999 | 2007 | 2019 |
| Einwohner | 67   | 54   | 53   | 52   | 37   | 35   | 36   | 46   |

## Belege
1. 1 2 3  Eugen H. Th. Huhn: Deutsch-Lothringen. Landes-, Volks- und Ortskunde, Stuttgart 1875, S. 513  (google.books.com).
2. ↑  Wappenbeschreibung auf genealogie-lorraine.fr (französisch)